# Estación de Palézieux-Village
La estación de Palézieux-Village es una estación ferroviaria de la comuna suiza de Palézieux, en el Cantón de Vaud.

## Historia y situación
La estación de Palézieux-Village fue inaugurada en el año 1876 con la puesta en servicio del tramo Palézieux - Murten de la conocida como línea del Broye longitudinal Palézieux - Payerne - Kerzers.
Se encuentra ubicada en el borde norte del núcleo urbano de Palézieux. Cuenta con un andén lateral al que accede una vía pasante.
En términos ferroviarios, la estación se sitúa en la línea Palézieux - Kerzers. Sus dependencias ferroviarias colaterales son la estación de Palézieux, extremo de la línea y la estación de Châtillens en dirección Kerzers.

## Servicios ferroviarios
Los servicios ferroviarios de esta estación están prestados por SBB-CFF-FFS:

### RER Vaud
La estación forma parte de la red de trenes de cercanías RER Vaud, que se caracteriza por trenes de alta frecuencia que conectan las principales ciudades y comunas del cantón de Vaud. Por ella pasa una línea de la red:
- S 21 Lausana - Puidoux-Chexbres - Palézieux - Payerne.